# 215685 Cherylalexander
215685 Cherylalexander este o planetă minoră (asteroid) din centura de asteroizi. A fost descoperită pe 21 noiembrie 2003 la Observatorul Național Kitt Peak de Marc Buie⁠(d). 
Obiectul prezintă o orbită caracterizată de o semiaxă mare de 2,7026827892593 UAi, o excentricitate de 0,10720354295008, o înclinație de 12,243075150436 ° în raport cu ecliptica.